# FA Premier League 2002-2003
La FA Premier League 2002-2003 è stata la 104ª edizione della massima serie del campionato inglese di calcio, disputato tra il 17 agosto 2002 e l'11 maggio 2003 e concluso con la vittoria del Manchester Utd, al suo quindicesimo titolo.
Capocannoniere del torneo è stato Ruud van Nistelrooij (Manchester Utd) con 25 reti.

## Stagione

### Novità
Al posto delle retrocesse Ipswich Town, Derby County e Leicester City sono saliti dalla First Division il Manchester City, il West Bromwich e, dopo i play-off, il Birmingham City.
Il Fulham fu costretto a trasfersi nello stadio dei rivali del QPR, il Loftus Road, in quanto Craven Cottage non rispettava i requisiti minimi di sicurezza per uno stadio di Premier.

### Avvenimenti

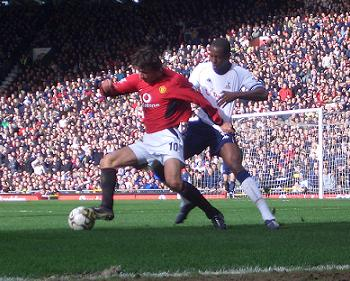
Ruud van Nistelrooij, capocannoniere della Premier.

Il campionato fu in gran parte dominato dall'Arsenal campione uscente, che arrivò a marzo con cinque punti di vantaggio sul Manchester Utd, penalizzato da un avvio balbettante. Alla fine di aprile i Gunners accusarono un calo che consentì ai Red Devils di sopravanzare la capolista e di guadagnare un vantaggio di 3 punti sui rivali che però avevano una gara da recuperare. Un clamoroso pareggio contro il Bolton, con i londinesi che sciuparono 2 reti di vantaggio, diede il via alla fuga decisiva; i Gunners persero l'ultima gara interna contro un pericolante Leeds Utd e si arresero, trovando la gloria solamente in FA Cup. Centrarono la qualificazione ai preliminari di Champions League il Newcastle Utd, eliminato dalla lotta al titolo a marzo dopo aver incassato un pesante 2-6 interno dai Red Devils, ed il Chelsea che nello scontro diretto dell'ultima giornata ebbe la meglio su un Liverpool che chiuse imbattuto i primi 3 mesi di campionato e pareva poter lottare per un titolo atteso da tempo, ma che infine dovette accontentarsi solamente di un piazzamento in Coppa UEFA. L'altra squadra di Liverpool, l'Everton invece riuscì finalmente a chiudere il campionato nella parte alta di classifica nel primo anno con David Moyes in panchina grazie alle giocate di un promettente giovane, Wayne Rooney.
In coda, grazie alla vittoria con l'Arsenal, il Leeds Utd in piena crisi finanziaria e che dovette vendere tutti i suoi giocatori migliori si salvò, mentre il Bolton, con un buon finale, riuscì a salvarsi condannando il West Ham Utd, che risentì delle dimissioni per motivi di salute dell'allenatore Glenn Roeder e che abbandonò la categoria dopo un decennio. Caddero anche il West Bromwich, alla prima apparizione in massima serie dopo sedici anni, ed il Sunderland giacente da tempo sul fondo della classifica e che stabilì numerosi record negativi (i biancorossi chiusero il campionato con appena 1 punto nelle ultime 19 gare).

## Squadre partecipanti
| Club             | Stagione | Città               | Stadio            | Stagione precedente                                  |
| ---------------- | -------- | ------------------- | ----------------- | ---------------------------------------------------- |
| Arsenal          | dettagli | Londra              | Arsenal Stadium   | 1º posto in FA Premier League                        |
| Aston Villa      | dettagli | Birmingham          | Villa Park        | 8º posto in FA Premier League                        |
| Birmingham City  | dettagli | Birmingham          | St Andrew's       | 5º posto in First Division, promosso dopo i play-off |
| Blackburn Rovers | dettagli | Blackburn           | Ewood Park        | 10º posto in FA Premier League                       |
| Bolton           | dettagli | Bolton              | Reebok Stadium    | 16º posto in FA Premier League                       |
| Charlton         | dettagli | Charlton            | The Valley        | 14º posto in FA Premier League                       |
| Chelsea          | dettagli | Londra              | Stamford Bridge   | 6º posto in FA Premier League                        |
| Everton          | dettagli | Liverpool           | Goodison Park     | 15º posto in FA Premier League                       |
| Fulham           | dettagli | Londra              | Loftus Road       | 13º posto in FA Premier League                       |
| Leeds Utd        | dettagli | Leeds               | Elland Road       | 5º posto in FA Premier League                        |
| Liverpool        | dettagli | Liverpool           | Anfield           | 2º posto in FA Premier League                        |
| Manchester City  | dettagli | Manchester          | Maine Road        | 1º posto in First Division, promosso                 |
| Manchester Utd   | dettagli | Manchester          | Old Trafford      | 3º posto in FA Premier League                        |
| Middlesbrough    | dettagli | Middlesbrough       | Riverside Stadium | 12º posto in FA Premier League                       |
| Newcastle Utd    | dettagli | Newcastle upon Tyne | St James' Park    | 4º posto in FA Premier League                        |
| Southampton      | dettagli | Southampton         | St Mary's Stadium | 11º posto in FA Premier League                       |
| Sunderland       | dettagli | Sunderland          | Stadium of Light  | 17º posto in FA Premier League                       |
| Tottenham        | dettagli | Londra              | White Hart Lane   | 9º posto in FA Premier League                        |
| West Bromwich    | dettagli | West Bromwich       | The Hawthorns     | 2º posto in First Division, promosso                 |
| West Ham Utd     | dettagli | Londra              | Boleyn Ground     | 7º posto in FA Premier League                        |

## Allenatori e primatisti
Fonte:
| Club            | Allenatore                                                            | Calciatore più presente                             | Cannoniere                                           |
| --------------- | --------------------------------------------------------------------- | --------------------------------------------------- | ---------------------------------------------------- |
| Arsenal         | Arsène Wenger                                                         | Thierry Henry (37)                                  | Thierry Henry (24)                                   |
| Aston Villa     | Graham Taylor                                                         | Olof Mellberg, Jlloyd Samuel (38)                   | Dion Dublin (10)                                     |
| Birmingham City | Steve Bruce                                                           | Jeff Kenna (37)                                     | Clinton Morrison (6)                                 |
| Blackburn       | Graeme Souness                                                        | Brad Friedel, Tugay Kerimoğlu (37)                  | Damien Duff (9)                                      |
| Bolton          | Sam Allardyce                                                         | Jussi Jääskeläinen (38)                             | Youri Djorkaeff, Jay Jay Okocha, Henrik Pedersen (7) |
| Charlton        | Alan Curbishley                                                       | Dean Kiely (38)                                     | Jason Euell (10)                                     |
| Chelsea         | Claudio Ranieri                                                       | William Gallas, Frank Lampard, Gianfranco Zola (38) | Gianfranco Zola (14)                                 |
| Everton         | David Moyes                                                           | Kevin Campbell (36)                                 | Tomasz Radzinski (11)                                |
| Fulham          | Jean Tigana (1ª-33ª) Chris Coleman (34ª-38ª)                          | Steed Malbranque (37)                               | Steed Malbranque (6)                                 |
| Leeds Utd       | Terry Venables (1ª-30ª) Peter Reid (31ª-38ª)                          | Paul Robinson (38)                                  | Mark Viduka (20)                                     |
| Liverpool       | Gérard Houllier                                                       | John Arne Riise (37)                                | Michael Owen (19)                                    |
| Manchester City | Kevin Keegan                                                          | Nicolas Anelka (38)                                 | Nicolas Anelka (14)                                  |
| Manchester Utd  | Alex Ferguson                                                         | Ole Gunnar Solskjær (37)                            | Ruud van Nistelrooij (25)                            |
| Middlesbrough   | Steve McClaren                                                        | Jonathan Greening, Mark Schwarzer (38)              | Massimo Maccarone (9)                                |
| Newcastle Utd   | Bobby Robson                                                          | Shay Given (38)                                     | Alan Shearer (17)                                    |
| Southampton     | Gordon Strachan                                                       | James Beattie (38)                                  | James Beattie (23)                                   |
| Sunderland      | Peter Reid (1ª-9ª) Howard Wilkinson (10ª-30ª) Mick McCarthy (31ª-33ª) | Michael Gray, Kevin Phillips (32)                   | Kevin Phillips (6)                                   |
| Tottenham       | Glenn Hoddle                                                          | Kasey Keller (38)                                   | Robbie Keane (13)                                    |
| West Bromwich   | Gary Megson                                                           | Russell Hoult (37)                                  | Danny Dichio, Scott Dobie (5)                        |
| West Ham Utd    | Glenn Roeder (1ª-35ª) Trevor Brooking (36ª-38ª)                       | Jermain Defoe, David James, Trevor Sinclair (38)    | Paolo Di Canio, Trevor Sinclair (9)                  |

## Classifica finale
|       | Pos. | Squadra          | Pt | G  | V  | N  | P  | GF | GS | DR  |
| ----- | ---- | ---------------- | -- | -- | -- | -- | -- | -- | -- | --- |
|       | 1.   | Manchester Utd   | 83 | 38 | 25 | 8  | 5  | 74 | 34 | +40 |
|       | 2.   | Arsenal          | 78 | 38 | 23 | 9  | 6  | 85 | 42 | +43 |
|       | 3.   | Newcastle Utd    | 69 | 38 | 21 | 6  | 11 | 63 | 48 | +15 |
|       | 4.   | Chelsea          | 67 | 38 | 19 | 10 | 9  | 68 | 38 | +30 |
| [ 5 ] | 5.   | Liverpool        | 64 | 38 | 18 | 10 | 10 | 61 | 41 | +20 |
| [ 6 ] | 6.   | Blackburn Rovers | 60 | 38 | 16 | 12 | 10 | 52 | 43 | +9  |
|       | 7.   | Everton          | 59 | 38 | 17 | 8  | 13 | 48 | 49 | -1  |
| [ 7 ] | 8.   | Southampton      | 52 | 38 | 13 | 13 | 12 | 43 | 46 | -3  |
| [ 8 ] | 9.   | Manchester City  | 51 | 38 | 15 | 6  | 17 | 47 | 54 | -7  |
|       | 10.  | Tottenham        | 50 | 38 | 14 | 8  | 16 | 51 | 62 | -11 |
|       | 11.  | Middlesbrough    | 49 | 38 | 13 | 10 | 15 | 48 | 44 | +4  |
|       | 12.  | Charlton         | 49 | 38 | 14 | 7  | 17 | 45 | 56 | -11 |
|       | 13.  | Birmingham City  | 48 | 38 | 13 | 9  | 16 | 41 | 49 | -8  |
|       | 14.  | Fulham           | 48 | 38 | 13 | 9  | 16 | 41 | 50 | -9  |
|       | 15.  | Leeds Utd        | 47 | 38 | 14 | 5  | 19 | 58 | 57 | +1  |
|       | 16.  | Aston Villa      | 45 | 38 | 12 | 9  | 17 | 42 | 47 | -5  |
|       | 17.  | Bolton           | 44 | 38 | 10 | 14 | 14 | 41 | 51 | -10 |
|       | 18.  | West Ham Utd     | 42 | 38 | 10 | 12 | 16 | 42 | 59 | -17 |
|       | 19.  | West Bromwich    | 26 | 38 | 6  | 8  | 24 | 29 | 65 | -36 |
|       | 20.  | Sunderland       | 19 | 38 | 4  | 7  | 27 | 21 | 65 | -44 |

Legenda:
      Campione d'Inghilterra e qualificata alla fase a gironi della UEFA Champions League 2003-2004.
      Qualificata alla fase a gironi della UEFA Champions League 2003-2004.
      Qualificate al terzo turno preliminare della UEFA Champions League 2003-2004.
      Qualificate al primo turno di Coppa UEFA 2003-2004.
      Qualificata al turno preliminare di Coppa UEFA 2003-2004.
      Retrocesse in First Division 2003-2004.
Regolamento:
Tre punti a vittoria, uno a pareggio, zero a sconfitta.
A parità di punti le squadre vengono classificate secondo la differenza reti.

### Squadra campione
| Formazione tipo | Giocatori (presenze)      |
| --- | ------------------------- |
| Barthez Brown Silvestre Ferdinand O'Shea Beckham Verón Scholes Giggs van Nistelrooij Solskjær | Fabien Barthez (30)       |
| Barthez Brown Silvestre Ferdinand O'Shea Beckham Verón Scholes Giggs van Nistelrooij Solskjær | Wes Brown (22)            |
| Barthez Brown Silvestre Ferdinand O'Shea Beckham Verón Scholes Giggs van Nistelrooij Solskjær | Mikaël Silvestre (34)     |
| Barthez Brown Silvestre Ferdinand O'Shea Beckham Verón Scholes Giggs van Nistelrooij Solskjær | Rio Ferdinand (28)        |
| Barthez Brown Silvestre Ferdinand O'Shea Beckham Verón Scholes Giggs van Nistelrooij Solskjær | John O'Shea (32)          |
| Barthez Brown Silvestre Ferdinand O'Shea Beckham Verón Scholes Giggs van Nistelrooij Solskjær | David Beckham (31)        |
| Barthez Brown Silvestre Ferdinand O'Shea Beckham Verón Scholes Giggs van Nistelrooij Solskjær | Juan Sebastián Verón (25) |
| Barthez Brown Silvestre Ferdinand O'Shea Beckham Verón Scholes Giggs van Nistelrooij Solskjær | Paul Scholes (33)         |
| Barthez Brown Silvestre Ferdinand O'Shea Beckham Verón Scholes Giggs van Nistelrooij Solskjær | Ryan Giggs (36)           |
| Barthez Brown Silvestre Ferdinand O'Shea Beckham Verón Scholes Giggs van Nistelrooij Solskjær | Ruud van Nistelrooij (34) |
| Barthez Brown Silvestre Ferdinand O'Shea Beckham Verón Scholes Giggs van Nistelrooij Solskjær | Ole Gunnar Solskjær (37)  |
| Barthez Brown Silvestre Ferdinand O'Shea Beckham Verón Scholes Giggs van Nistelrooij Solskjær | Allenatore: Alex Ferguson |
| Altri giocatori: Gary Neville (26), Diego Forlán (25), Phil Neville (25), Roy Keane (21), Laurent Blanc (19), Nicky Butt (18), Roy Carroll (10), Quinton Fortune (9), Kieran Richardson (2), Luke Chadwick (1), David May (1), Danny Pugh (1), Ricardo (1), Lee Roche (1), Michael Stewart (1). |                           |

## Statistiche

### Squadre

#### Capoliste solitarie
Fonte:
|    | —— | —— | ——  | ——      | ——      | ——      | ——      | ——      | ——        | ——        | ——        | ——        | ——      | ——      | ——      | ——      | ——      | ——      | ——      | ——      | ——      | ——      | ——      | ——      | ——      | ——      | ——      | ——      | ——      | ——      | ——  | ——  | ——  | ——  | ——             | ——             | ——             | —— |  |
|    |    |    | Tot | Arsenal | Arsenal | Arsenal | Arsenal | Arsenal | Liverpool | Liverpool | Liverpool | Liverpool | Arsenal | Arsenal | Arsenal | Arsenal | Arsenal | Arsenal | Arsenal | Arsenal | Arsenal | Arsenal | Arsenal | Arsenal | Arsenal | Arsenal | Arsenal | Arsenal | Arsenal | Arsenal |     |     |     |     | Manchester Utd | Manchester Utd | Manchester Utd |    |  |
|    |    |    |     |         |         |         |         |         |           |           |           |           |         |         |         |         |         |         |         |         |         |         |         |         |         |         |         |         |         |         |     |     |     |     |                |                |                |    |  |
|    |    |    |     |         |         |         |         |         |           |           |           |           |         |         |         |         |         |         |         |         |         |         |         |         |         |         |         |         |         |         |     |     |     |     |                |                |                |    |  |
| 1ª | 2ª | 3ª | 4ª  | 5ª      | 6ª      | 7ª      | 8ª      | 9ª      | 10ª       | 11ª       | 12ª       | 13ª       | 14ª     | 15ª     | 16ª     | 17ª     | 18ª     | 19ª     | 20ª     | 21ª     | 22ª     | 23ª     | 24ª     | 25ª     | 26ª     | 27ª     | 28ª     | 29ª     | 30ª     | 31ª     | 32ª | 33ª | 34ª | 35ª | 36ª            | 37ª            | 38ª            |    |  |

#### Primati stagionali
Fonte:
- Miglior attacco: Arsenal (85)
- Miglior difesa: Manchester Utd (34)
- Peggior attacco: Sunderland (21)
- Peggior difesa: West Bromwich, Sunderland (65)
- Miglior serie positiva:: Blackburn (15 risultati utili)
- Peggior serie negativa: Tottenham (5 sconfitte)

### Individuali

#### Classifica marcatori
Fonte:
| Gol | Rigori |  | Giocatore               | Squadra                       |
| --- | ------ |  | ----------------------- | ----------------------------- |
| 25  | 6      |  | Ruud van Nistelrooij    | Manchester Utd                |
| 24  | 3      |  | Thierry Henry           | Arsenal                       |
| 23  | 5      |  | James Beattie           | Southampton                   |
| 20  | 3      |  | Mark Viduka             | Leeds Utd                     |
| 19  | 2      |  | Michael Owen            | Liverpool                     |
| 17  | 2      |  | Alan Shearer            | Newcastle Utd                 |
| 14  | 1      |  | Nicolas Anelka          | Manchester City               |
| 14  |        |  | Robbie Keane            | Leeds Utd (1), Tottenham (13) |
| 14  |        |  | Harry Kewell            | Leeds Utd                     |
| 14  | 1      |  | Robert Pirès            | Arsenal                       |
| 14  |        |  | Paul Scholes            | Manchester Utd                |
| 14  |        |  | Gianfranco Zola         | Chelsea                       |
| 12  | 3      |  | Teddy Sheringham        | Tottenham                     |
| 11  | 3      |  | Jimmy Floyd Hasselbaink | Chelsea                       |
| 11  |        |  | Tomasz Radzinski        | Everton                       |